# Simiskina dohertyi
Simiskina dohertyi är en fjärilsart som beskrevs av Evans 1925. Simiskina dohertyi ingår i släktet Simiskina och familjen juvelvingar. Inga underarter finns listade i Catalogue of Life.